# Lipnik (obwód kurski)
Lipnik (ros. Липник) – wieś (ros. деревня, trb. dieriewnia) w zachodniej Rosji, w sielsowiecie gostomlanskim rejonu miedwieńskiego w obwodzie kurskim.

## Geografia
Miejscowość położona jest nad Niemczą (lewy dopływ Rieuta w dorzeczu Sejmu), 6 km od centrum administracyjnego sielsowietu (1-ja Gostomla), 23 km na zachód od centrum administracyjnego rejonu (Miedwienka), 41 km na południowy zachód od Kurska, 22 km od drogi magistralnej (federalnego znaczenia) M2 «Krym».
We wsi znajduje się 35 posesji.
Klimat
Miejscowość, jak i cały rejon, znajduje się w strefie klimatu kontynentalnego z łagodnym ciepłym latem i równomiernie rozłożonymi opadami rocznymi (Dfb w klasyfikacji klimatów Köppena).

## Demografia
W 2010 r. wieś zamieszkiwały 24 osoby.